# L'Envol des anges
L'Envol des anges (Angels Flight, dans l'édition originale en anglais américain) est un roman policier de Michael Connelly, paru en 1999. C'est le sixième roman mettant en scène le personnage d'Harry Bosch.

## Résumé
Quand le renommé avocat afro-américain Howard Elias est découvert sans vie dans le funiculaire d'Angels Flight, aucun enquêteur du LAPD ne se porte volontaire pour l'investigation. Il convient de préciser qu'Elias intente fréquemment des poursuites contre le LAPD pour des accusations de brutalité policière, de racisme et de corruption... En fin de compte, c'est Harry Bosch qui se voit confier le dossier.
L'avocat a été tué juste avant un procès important – celui où il prévoyait de poursuivre en justice les flics de Los Angeles pour avoir interrogé son client noir avec une telle brutalité qu'il en a partiellement perdu l'audition. Elias avait clairement l'intention de viser les mauvais flic et de révéler l'identité du véritable assassin.
Les émeutes qui ont suivi l'affaire Rodney King et le procès d'O. J. Simpson ont transformé Los Angeles en une cité marquée par la tension. Bosch, dont le bonheur avec Eleanor Wish est en train de vaciller, aura à révéler des choses que beaucoup préféreraient garder sous silence...

## Personnages
- Hieronymus « Harry » Bosch: Inspecteur principal au LAPD à la Division des homicides à Hollywood

- Kizmin Rider : Inspectrice au LAPD à la Division des homicides à Hollywood, partenaire de Bosch.

- Grace Billets : Lieutenant au LAPD au commissariat d’Hollywood.

- Eleanor Wish : Épouse de Bosch, joueuse professionnelle de poker et ancienne agente spéciale du FBI.

- Howard Elias : Victime : avocat des droits civiques, spécialisé dans les affaires de brutalité policière impliquant le LAPD.

- Millie Elias : Veuve d’Howard Elias.

- Martin Elias : Fils d’Howard Elias.

- Carla Entrenkin : Juge et maîtresse d’Howard Elias.

- Catalina Perez : Victime.

- Michael Harris : Plaignant dans une affaire de brutalité policière défendue par Elias.

- Jerry Edgar : Inspecteur au LAPD, collègue de Bosch.

- Roy Lindell : Agent spécial du FBI.

- John Chastain : Inspecteur des affaires internes du LAPD.

- Loomis Baker : Inspecteur des affaires internes du LAPD.

- Joe Dellacroce : Inspecteur des affaires internes du LAPD.

- Raymond Fuentes : Inspecteur des affaires internes du LAPD.

## Contexte et chronologie
Harry Bosch est affecté à une enquête particulièrement sensible, au moment où Los Angeles est sous tension. Le roman s’ouvre sur le meurtre de Howard Elias, un avocat afro-américain spécialisé dans les affaires de brutalités policières, assassiné la veille d’un procès majeur intenté contre le LAPD pour violences raciales. Elias avait la réputation de mettre en cause des agents du département, ce qui alimente les soupçons internes et externes à la police.
Bosch est désigné pour diriger l’enquête à la tête d’une équipe restreinte, en raison de sa réputation d’intégrité et de sa distance vis-à-vis des enjeux raciaux internes au LAPD. Mais ce choix est controversé, car Elias était détesté par de nombreux policiers, et l’enquête implique de potentiels conflits d’intérêt. Ce contexte tendu reflète les blessures sociales et raciales, encore marquée par les émeutes de 1992 à Los Angeles et les conséquences du procès Rodney King.
Le roman marque une étape importante dans l’évolution du personnage de Bosch, à un moment où il est fragilisé tant professionnellement que personnellement. Il est confronté à la défiance de ses collègues, aux pressions médiatiques, ainsi qu’à l’usure de son mariage avec Eleanor Wish. Le récit explore davantage les dynamiques institutionnelles, les tensions raciales dans la ville et les dilemmes moraux du héros, dans une intrigue qui mêle polar et critique sociale.

## Accueil critique
À sa parution, le livre est salué pour son ancrage dans les réalités sociales de Los Angeles. De nombreux critiques notent que Connelly parvient à mêler efficacement intrigue policière et commentaire social, en abordant de front les questions de racisme, de corruption policière et de justice institutionnelle.
Le Los Angeles Times estime que le roman est « sans doute le plus politique et le plus risqué de la série Bosch à ce jour », en raison de son traitement frontal des tensions raciales entre le LAPD et la population afro-américaine. Le critique Thomas Gaughan du Booklist souligne que « Bosch gagne en profondeur dans cet opus, où la morale personnelle entre en conflit avec l'institution qu'il sert ».
Le New York Times considère que L’Envol des anges démontre la capacité de Michael Connelly à dépasser les limites du roman de procédure pour proposer une réflexion sur les dérives du système judiciaire américain. Le journal note aussi que le roman conserve une tension narrative efficace malgré sa densité thématique.
Plusieurs critiques considèrent ce septième volume de la série Bosch comme un tournant vers un réalisme plus sombre et politique, rompant avec l’image d’un simple polar classique pour se rapprocher d’une forme de littérature noire contemporaine engagée.

## Éditions
Édition américaine
- (en) Michael Connelly, Angels Flight, Boston, Little, Brown and Company, 1999, 393 p. (ISBN 978-0-3161-5219-8)

Éditions françaises
- Michael Connelly (trad. de l'anglais américain par Jean Esch), L'Envol des anges [« Angels Flight »], Paris, Éditions du Seuil, coll. « Seuil policiers », 2000, 352 p. (ISBN 978-2-0203-5165-2)

Le roman à fait l'objet de cinq rééditions en France.

## Livres audio
La traduction française du roman (traduit de l'américain par Jean Esch) a fait l'objet de trois éditions, en 2002, 2005 et en 2006 (nouvelle traduction française du roman, réalisée par Robert Pépin) sous forme de livre audio, dans une même narration d'Éric Herson-Macarel, toutes d'une durée de 11 heures 40 minutes.

## Adaptation télévisée
La saison 4 de la série Harry Bosch des Studios Amazon  est en partie librement adaptée de ce roman.

## Distinctions

### Nominations
Le roman a été nommé pour deux prix littéraires:
- Prix Dagger 1999[9]
- Prix Barry 1999 du meilleur premier roman[10]